# AMT Explorer
AMT Explorer — кабелеукладальне судно, яке на початку 21 століття брало участь у будівництві ряду офшорних вітрових електростанцій.
Судно спорудили у 1984 році на англійській верфі компанії Austin&Pickersgill у Сандерленді. Це несамохідний понтон, який у 2007 році на замовлення Oceanteam Power&Umbilical пройшов у Нідерландах суттєву модернізацію та був обладнаний кабельною котушкою на 7000 тонн.
Першим завданням модернізованого таким чином судна стало прокладання двох головних експортних кабелів для ВЕС Робін-Рігг у Ірландському морі біля узбережжя Шотландії. У другій половині 2008 року подібна операція (3 кабелі по 10,5 км) була проведена для ВЕС Ріл-Флетс, що споруджувалась у тому ж морі, але біля узбережжя Уельса.
Влітку 2014 року судно, яке вів буксир Red Husky, транспортувало з Неаполя до Бремергафену кабель, виготовлений компанією Prysmian для нової німецької ВЕС Butendiek, що споруджувалась у Північному морі. 3 липня біля Сардинії AMT Explorer перевернулось. Ніхто з членів екіпажу при цьому не постраждав, але була втрачена котушка з 2800 метрами кабелю вартістю 28 млн євро. Найнята для рятувальної операції компанія SMIT Salvage відбуксирувала судно, яке залишалось на плаву в перевернутому стані, до порту Пйомбіно. Після здійсненої на початку серпня операції з перевертання, AMT Explorer відправили на мальтійську верф для ремонту.